# Владислав Понурський
Владислав Понурський (пол. Władysław Ponurski) (22 квітня 1891 Львів — 13 жовтня 1978 Краків) — один з перших легкоатлетів, учасників Олімпійських ігор з теренів України, юрист.
Навчався на юридичному факультеті львівського університету, де почав займатись легкою атлетикою. На літніх Олімпійських іграх 1912 у Стокгольмі виступав за команду Австрії у бігу на 200 м (23,00 сек), 400 м (53,25 сек), але не пробився до фінального забігу. Виступав за легкоатлетичну команду «Погонь (Львів)», потім був у її керівництві. Встановив у Львові рекорди з бігу на 200 м (13 жовтня 1912 — 22,8 сек), 400 м (31 травня 1914 — 53 сек, у естафеті 4×400 м (22 вересня 1912 — 3:44,9 хв). Переїхав 1946 до Кракова, де був секретарем краківського союзу легкої атлетики.